# Paval Sieviaryniets
Pavel Sieviaryniets (biélorusse: Павeл Севярынец. russe : Павел Константинович Северинец, né le 30 décembre, 1976) est un journaliste biélorusse, un politicien chrétien-démocrate, un leader de jeunesse et un des fondateurs de Malady Front.
Paval Sieviaryniets est né à Orcha dans une famille d'intellectuels. En 2000, il est diplômé de la faculté de géographie de l'Université d'État biélorusse.
De 1994 à 1999, il a travaillé comme journaliste pour plusieurs journaux d'états ou commerciaux. Depuis 1998, Paval Sieviaryniets est connu pour ses essais et œuvres journalistiques.
Depuis le 7 juin 2020, il est en état d'arrestation. Amnesty International le considère comme un prisonnier d'opinion.

## Activité politique
En 1995, Paval Sieviaryniets rejoint le Front populaire biélorusse. En 1997 il devient leader de la section de jeunesse Minskoise de cette organisation. En septembre 1997, il fut l'un des fondateurs de Malady Front, qui allait devenir une organisation indépendante.
Entre 1997 et 2004, Sieviaryniets s'est fait connaitre comme le leader des protestations massives s'opposant au président Alexandre Loukachenko.
Au cours de son activité dans Malady Front Paval Sieviaryniets a lancé de nombreux projets éducatifs ainsi que des projets visant à promouvoir la langue biélorusse, les valeurs démocratiques et l'idée de l'intégration européenne de la Biélorussie.
Entre 1999 et 2003, Paval Sieviaryniets a été vice-président du Front populaire biélorusse, et entre 1999 et 2004, il a également été président de Malady Front.

## Condamnations
En 2005, Paval Sieviaryniets a été condamné à 3 ans de travail pour avoir organisé des protestations de masse contre la participation d'Alexandre Loukachenko aux élections présidentielles, après le référendum de 2004 en Biélorussie. Il a passé 2 ans dans les scieries d'un village du nord du pays et a été libéré en 2007, à la suite d'une amnistie.
Le 7 juin 2020, Sieviaryniec a été arrêté pour sa participation à des manifestations antérieures et condamné à 75 jours d '«arrestation administrative». Depuis lors, il n'a pas pu rencontrer son avocat et est en partie placé à l'isolement. De plus, sa bible lui a été enlevée.

## Aujourd'hui
Actuellement Paval Sieviaryniets travaille à la refondation du parti chrétien-démocrate biélorusse et est coprésident de son comité d'organisation.

## Ouvrages
- "Ды-джэй Адраджэньня" (Deejays of national rebirth, 1998)
- "Пакаленьне Маладога Фронту" (Génération du Malady Front, 2002)
- "Нацыянальная ідэя" (L'idée nationale, 2005)
- "Лісты зь лесу" (Lettres de la forêt, 2007)
- "Брату" (Au frère, 2007).

Paval Sieviarnyiets est lauréat du prix Alès Adamovitch de littérature du Centre PEN Biélorusse.